# レパスヘ川
レパスヘ川（レパスヘがわ、ツワナ語: Noka ya Lepashe、英語: Lepashe River）は、ボツワナの天然河川。レパスヘ村と名前を共有し、村にはこの川が流れている。レパスヘ川はスアパン低地へと流れ着く。レパスヘ川の周辺には、重要な砂利資源がある。